# Beaucamps-le-Jeune

Beaucamps-le-Jeune este o comună în departamentul Somme, Franța. În 1 ianuarie 2022 avea o populație de 193 de locuitori.